# Bieżanickie osiedle wiejskie
Bieżanickie osiedle wiejskie (ros. Бежаницкое) – rosyjska jednostka administracyjna (osiedle wiejskie) wchodząca w skład rejonu bieżanickiego w obwodzie pskowskim.
Centrum administracyjnym osiedla jest osiedle typu miejskiego Bieżanice, które jednak w skład jednostki administracyjnej nie wchodzi.

## Geografia
Powierzchnia osiedla wynosi 337,1 km².

## Historia
11 kwietnia 2015 r. na mocy ustawy z 20 marca 2015 r. powstało obecne bieżanickie osiedle wiejskie. W granicach osiedla wiejskiego znalazły się istniejące w latach 2010–2015 osiedla: Porieczenskoje oraz wołosty Kudiewierskaja i Bieżanickaja.

## Demografia
W 2020 roku osiedle wiejskie zamieszkiwało 1842 mieszkańców.

## Miejscowości
W skład jednostki administracyjnej wchodzi 215 wsi, w tym 1 wieś (ros. село, trb. sieło) (Kudiewier) i 214 wsi (ros. деревня, trb. dieriewnia) (Afanoskowo, Aksionowo, Ałol, Andrieszkino, Andriuszyno, Andro-Chołmy, Aparino, Apolje, Aprosjewo, Artiemino, Aszczerkino, Babiejewka, Barancewo, Bardowo, Basłaki, Bielkowo, Bieriekowo, Bobrowiec, Boczary, Bogatkino, Bolszaja Gorka, Bołotnica, Boriskowo, Botwino, Bragino, Budki, Bykowo, Chiłkowo, Czuniejewo, Diechowo, Diegża, Diemidow Bor, Diemidowa Gorka, Diemieszkino, Dieszkowo, Dietkowo, Dołgoje, Dołgowka, Domanowo, Dorożkowo, Doszczanowo, Dubkowo, Dudariewo, Dworcy, Fafonowo, Fatiejkowo, Fietienino, Filkowo, Fiodorkowo, Fiszniowo, Fomino, Głazatowo, Głubokowo, Gnietałowo, Goriwica, Gribowo, Grigorkino, Griszyno, Grićkowo, Gruzdowo, Gubino, Gusiewo, Iwanowo, Iwaszkowo, Izmałkowo, Jazwy, Jermolino, Juchnowo, Jurłowo, Kalinina Gora, Kamieszki, Karpowo, Karpyli, Kijewo, Kisieli, Kitowo, Kletoszno, Klimowo, Klinkowo, Kliszkowiczi, Komkowo, Kondratowo, Konnowo, Koszelewo, Kozja Gorka, Kożyno, Kożyno, Krasnoje Iwańkowo, Koszelewo, Kryżowo, Kuczino, Kudriawcewo, Kuliki, Kunawino, Kupiłowo, Lachnowo, Lapino, Lapino, Lipcy, Łopatino, Łopyriewo, Łoskino, Ług, Łukino, Machnowo, Makuszewo, Malejewo, Małofiejewo, Martinowo, Maszatino, Miedienicy, Miedwiedowo, Minino, Minino-Karamyszewo, Mitino, Mitroszyno, Mszyczino, Mulicy, Nabokowskaja Gorka, Narkowo, Narojewo, Natiekinskaja Gorka, Nazarkino, Nikitkino, Nikulino, Olenino, Ostrow, Osje, Paniewo, Pastuchowo, Pastwa, Paszkowo, Pawliszczewo, Pawłowo, Podorżewka, Podwiszenje, Podwiszenje, Pogoriełowo-1, Polanka, Ponomariowo, Porieczje, Pożary, Raćkowo, Ryndino, Rieczki, Rodionowo, Rog, Rogozina Gora, Rogozno, Romanowo, Roszczewo, Ryndino, Sachnowo, Sawkino, Siekirnica, Sieliwanowo, Sieliwanowo, Siemienkino, Siemiłowo, Skrypli, Skurdino, Slizino, Sławno, Słoboda, Smykowo, Sokolje, Spicyno, Spirowo, Stajki, Strupliwiec, Suczkino, Sukino, Sutoki, Chiłkowo, Szachmatowskoje Iwańkow, Szantilicha, Szestakowo, Szumicha, Szyłowo, Tarchowo, Tiemnoje, Tieriechowo, Tigoszczi, Tim-Gora, Tiuszewo, Troica, Trojkino, Trosny, Troszniewka, Trupiechino, Turowo, Turowskije Chołmy, Uljanicha, Usadiszcze, Wandino, Wasilewo, Waśkowo, Wieriesimowo, Wołokowo, Woronino, Worotowo, Wydrino, Wyrychajłowo, Zacharino, Zagoskino, Zagriazje, Zajcewo, Zalesje, Zarieczje, Ziekiejewo, Zielenino, Zienkowo, Zorkino, Zubkowo).